# Американець (фільм, 2022)
«Американець» (вірм. Ամերիկացի, Amerikats'i) — вірменський драматичний фільм 2022 року. Сценарист, монтажер, режисер і виконавець головної ролі — Майкл А. Ґурджіан.
У фільмі розповідається про американця вірменського походження, який репатріюється до Вірменії після Другої світової війни — і потрапляє до радянської в'язниці.
Прем'єра фільму відбулася на кінофестивалі у Вудстоку 2022 року, де він отримав нагороду за найкращий художній повнометражний фільм. Стрічка здобула схвальні відгуки.

## Сюжет
Американський репатріант вірменського походження Чарлі Бахчинян заарештований за абсурдне порушення — носіння кольорової краватки в Радянській Вірменії. У одиночній камері Чарлі несподівано виявляє, що з її вікна видно вікна багатоквартирного будинку, розташованого поруч із тюрмою. Щодня спостерігаючи за корінною вірменською парою, яка живе у квартирі навпроти, Чарлі поступово віднаходить усе, заради чого повернувся до Вірменії.

## У ролях
- Майкл А. Гурджіан — Чарлі[5]
- Ховік Кеучкерян — Тигран[6]
- Неллі Уварова — Сона[5]
- Михайло Трухін — Дмитро[6]
- Наріне Григорян — Рузан[5]
- Жан-П'єр Ншанян — начальник в'язниці Саркісян[7]

## Прем'єра та сприйняття
Фільм «Американець» здобув нагороду за найкращий повнометражний фільм на кінофестивалі у Вудстоку, приз глядацьких симпатій на кінофестивалі в Гамбурзі та відзнаку за найкращий повнометражний фільм на Міжнародному кінофестивалі в Білойті.
На сайті кінорецензій Rotten Tomatoes стрічка має рейтинг «свіжий» (90 %), на основі 21 огляду з середньою оцінкою 7,5 з 10. Алан Нг из Film Threat, який дав позитивну оцінку, зазначив, що ця історія привносить «гумор і легковажність в урочисту тему». Кінокритик Річард Пропес назвав стрічку «фільмом великого духу й надії».